# Platyrhina hyugaensis
Platyrhina hyugaensis ist eine kleine Rochenart aus der Familie der Dornrücken-Gitarrenrochen (Platyrhinidae). Sie wurde erst im Jahr 2011 neu beschrieben und kommt endemisch im Südwesten von Japan vor. Das bekannte Verbreitungsgebiet reicht von der Küste der Präfektur Mie auf Honshū über die Küsten von Shikoku und die Küste der Präfektur Miyazaki auf der Insel Kyushu bis zur Kagoshima-Bucht.

## Merkmale
Platyrhina hyugaensis erreicht eine Länge von 37 bis 43 cm. Der Schwanz ist deutlich länger als die Körperscheibe. Die Körperscheibe ist herzförmig. Die Haut ist mit zahlreichen kleinen Placoidschuppen bedeckt und wirkt dadurch samtartig. Größere Dornen gibt es in einer einzelnen Reihe in der Rückenmitte und auf dem Schwanz. Außerdem befinden sich drei bis sechs Dornen in der Nähe der Augen und je zwei auf den Schultern. Auf der Rückenseite sind die Fische graubraun gefärbt. Die Mitten von Rücken und Schwanz sind dunkler als die Seiten, die Flossen sind heller. Die Bauchseite der Tiere ist weißlich, die Ränder der Unterseiten von Brust- und Bauchflossen sind dunkel. Die weit auseinander und etwas schräg stehenden Nasenöffnungen sind schmal. Die Augen stehen nah zusammen. Der Abstand zwischen den beiden Rückenflossen liegt in etwa beim 1,4 bis zweifachen der Länge der Rückenflossenbasis. Die Klaspern der Männchen sind sehr lang und reichen bis hinter der Basis der ersten Rückenflosse.
Platyrhina hyugaensis kann von der sehr ähnlichen Art Platyrhina tangi durch das Fehlen der hellen, weißlich oder gelblich pigmentierten Flecken rund um die Dornen im Nacken und im Schulterbereich unterschieden werden.

## Lebensweise
Platyrhina hyugaensis hat ein relativ kleines Verbreitungsgebiet und lebt küstennah. Nach Aussage von Fischern wird die Art von März bis November relativ häufig in Tiefen bis zu 80 Metern gefangen. In den Sommermonaten sieht man sie häufig auf sandigem Boden in sehr flachem Wasser von etwa einem Meter. In den Wintermonaten von November bis März gehen die Fänge stark zurück. Platyrhina hyugaensis vermeidet wahrscheinlich die niedrigeren Meerestemperaturen im Winter und wandert ab. Über das Verhalten und die Lebensweise der Tiere ist ansonsten kaum etwas bekannt.